# Саббура
Саббура (араб. صبورة‎) — город на западе центральной части Сирии, расположенный на территории мухафазы Хама. Входит в состав района Саламия. Является центром одноимённой нахии.

## Географическое положение
Город находится в центральной части мухафазы, на высоте 508 метров над уровнем моря.

Саббура расположена на расстоянии приблизительно 35 километров (по прямой) к востоку от Хамы, административного центра провинции и на расстоянии 194 километров к северо-востоку от Дамаска, столицы страны.

## Население
По данным официальной переписи 2004 года численность населения города составляла 7141 человек (3588 мужчин и 3553 женщины). Насчитывалось 1458 домохозяйств. В конфессиональном составе населения преобладают алавиты.

## Транспорт
Через город проходит национальная автотрасса 42. Ближайший гражданский аэропорт — Международный аэропорт Алеппо.